# Víctor Hugo Círigo Vázquez
Víctor Hugo Círigo Vásquez (Oaxaca de Juárez, Oaxaca, 1953) es un político mexicano, miembro del Partido de la Revolución Democrática, fue Jefe Delegacional en Iztapalapa, diputado local y diputado federal por la misma alcaldía. 

## Biografía
Desde muy joven fue militante de organizaciones de izquierda, y en Iztapalapa ha sido presidente del Comité Delegacional del PRD. Fue asesor sindical y trabajador de PEMEX. 
En 2000 fue elegido diputado federal por el XXV Distrito Electoral Federal del Distrito Federal a la LVIII Legislatura y fue presidente del PRD en el Distrito Federal de 2002 a 2003. En 2003 fue electo Jefe Delegacional de Iztapalapa y en 2006 fue electo diputado local en la Asamblea Legislativa del Distrito Federal. Ahí fue líder de la bancada del PRD y Presidente de la Comisión de Gobierno, máximo órgano de representación política en ese órgano legislativo.
En abril de 2007, como líder de una coalición de partidos de centro e izquierda en la Asamblea Legislativa del Distrito Federal, promovió la aprobación de reformas al Código Penal y a la Ley de Salud, ambas para el Distrito Federal, para que se despenalizara la interrupción voluntaria del embarazo hasta la duodécima semana. Una vez aprobadas las reformas, la Comisión Nacional de los Derechos Humanos y la Procuraduría General de la República interpusieron una acción de inconstitucionalidad que la Suprema Corte de Justicia de la Nación resolvió como improcedente.
En 2009 fue electo diputado federal por el método de Representación Proporcional de la cuarta circunscripción. 
En 2011 quebró con su partido para apoyar la candidatura de Eruviel Ávila, al gobierno del Estado de México.Lo que lo llevó a, junto su hermano y el resto de su grupo político,  incorporarse al grupo parlamentario del PVEM.